# 阿米尼亚 (北达科他州)
阿米尼亚（英語：Amenia），是美国北达科他州下属的一座城市。根据2010年美国人口普查，该市有人口94人。